# Banco comercial
Un banco comercial es un tipo de banco o institución financiera que ofrece servicios tales como la aceptación de depósitos, préstamos a la empresa y productos básicos de inversión.
Después de la Gran Depresión, el Congreso de Estados Unidos exigió que los bancos solo realizasen actividades bancarias, mientras que los bancos de inversión fueron limitados a actividades en el mercado de capitales. Como ya no era necesario que los dos tipos de bancos fueran propiedad de diferentes dueños de acuerdo a la ley de Estados Unidos, algunos usaron el término "banco comercial" para referirse a un banco o a una división de un banco que mayormente administraba depósitos y préstamos de corporaciones o grandes negocios. En otras jurisdicciones, la estricta separación de banca de inversión y banca comercial nunca se aplicó. Los bancos comerciales pueden también ser vistos separados de los bancos minoristas, que cumplen la provisión de servicios financieros directamente a los consumidores. Muchos bancos ofrecen servicios tanto de banca minorista como de banca comercial.

## Posibles significados
Banco Comercial tiene dos posibles significados:
- Banco Comercial es el término usado por un banco normal para distinguirse de un banco de inversión.

Esto es lo que la gente normalmente llama un "banco". El término "comercial" fue usado para distinguirlo de un banco de inversión. Dado que los dos tipos de bancos ya no deben ser compañías separadas, algunos han usado el término "banco comercial" para referirse a bancos que se enfocan mayormente en compañías. En algunos países de habla inglesa fuera de Estados Unidos, el término "banco de comercio" fue y es usado para nombrar a un banco comercial. Durante la gran depresión a después del "crack" del mercado de valores de 1929, el Congreso de Estados Unidos sancionó la Ley Glass-Steagall (Khambata 1996) que exigiendo que los bancos comerciales solo realicen actividades bancarias (aceptando depósitos y otorgando préstamos, como también otros servicios con intereses), mientras que los bancos de inversión fueron limitados a actividades en el mercado de capitales. Esta separación ya no es obligatoria.
El banco gana fondos recibiendo depósitos de negocios y consumidores por vía de depósitos de simple disponibilidad, depósitos de ahorro, y depósitos a plazo. También hace Préstamos a negocios y particulares. Compra bonos corporativos y estatales. Sus principales pasivos son los depósitos y sus principales activos son los préstamos y bonos.
- Banco comercial puede también referirse a un banco o una división de un banco que comercia mayormente con depósitos y préstamos de corporaciones o grandes negocios, como opuesto a individuos normales del público (banco minorista).

## Origen de la palabra
El nombre "banco" deriva de la palabra Italiana banco "escritorio/escaparate", usado durante el Renacimiento por los banqueros florentinos, quienes solían hacer sus transacciones sobre un escritorio cubierto por un mantel verde. Sin embargo, hay rastros de actividad bancaria aún en la Antigüedad.
De hecho, la palabra remonta sus orígenes hasta el Antiguo Imperio Romano, donde los prestamistas armaban sus oficinas en el medio de jardines cerrados llamados macella, sobre un largo banco llamado bancu, de donde deriva la palabra banco. Como cambistas, los mercaderes del bancu no invertían dinero sino que simplemente cambiaban su moneda extranjera a la única de curso legal en Roma..

## El rol de los bancos comerciales
Los Bancos Comerciales realizan las siguientes actividades:
- Procesar pagos a través de transferencias telegráficas, EFTPOS, Banca On-Line u otros medios.
- Emitir letras bancarias y cheques.
- Aceptar dinero en depósitos a plazo.
- Prestar dinero por medio de Descubiertos, préstamos, u otros.
- Proveer letras de crédito, garantías, bonos de rendimiento, y otras formas de exposiciones fuera de balance.
- Salvaguardar documentos y otros ítems en cajas de seguridad.
- Cambiar moneda.
- Venta, distribución o corretaje, con o sin asesoramiento, de seguros, fondos de inversión y productos financieros similares como un “supermercado financiero”.

## Tipos de préstamos provistos por bancos comerciales

### Préstamo asegurado
Un préstamo asegurado es un préstamo en el cual el prestamista toma algún bien (como un vehículo o propiedad inmueble) como prenda o seguro para el préstamo.

#### Préstamo hipotecario
Un Préstamo hipotecario es un tipo muy común de instrumento de deuda, usado para comprar bienes inmuebles. Bajo este acuerdo, el dinero es usado para adquirir una propiedad. Los bancos comerciales, sin embargo, son provistos de una caución (embargo) en la Escritura de la vivienda hasta que la hipoteca es cancelada en su totalidad. Si el acreedor Quiebra, el banco tendrá derechos legales para tomar posesión de la propiedad y venderla, para recuperar el dinero remanente.
En el pasado, los bancos comerciales no han estado muy interesados en préstamos para bienes raíces y han puesto solo un relativamente pequeño porcentaje de sus bienes en hipotecas. Como su nombre lo implica, estas instituciones financieras aseguran sus ganancias primeramente por préstamos a comercios y particulares y dejan la tarea mayor de financiación de viviendas a otros. Sin embargo, debido a cambios en las leyes y políticas bancarias, los bancos comerciales están crecientemente activos en la financiación de viviendas.
Los cambios en las leyes bancarias permiten ahora a los bancos comerciales realizar préstamos hipotecarios con bases más liberales que nunca. Al adquirir hipotecas de bienes raíces, estas instituciones siguen dos prácticas principales. Primero, algunos de los bancos mantienen departamentos activos y bien organizados cuya función principal es competir activamente en préstamos de bienes raíces. En áreas carentes de instituciones financieras especializadas en préstamos para bienes raíces, estos bancos se convierten en el origen de los préstamos hipotecarios residenciales y de grandes extensiones (granjas). Segundo, los bancos adquieren hipotecas simplemente comprándolas a banqueros o vendedores de hipotecas.
A su vez, compañías de servicios comerciales, que eran originalmente usadas para obtener préstamos para prestamistas permanentes como los bancos comerciales, quisieron ampliar su actividad más allá de sus áreas de influencia. En años recientes, sin embargo, estas compañías se han concentrado en adquirir préstamos hipotecarios móviles en volumen suficiente para los bancos comerciales y para asociaciones dedicadas a préstamos y ahorros. Compañías de servicios obtienen estos préstamos de comerciantes minoristas, usualmente con prácticas de apalancamiento. Casi todos los contratos de bancos y compañías de servicios contienen una póliza de seguros del crédito que protege al prestamista si el consumidor quiebra.

### Préstamo no asegurado
Los préstamos no asegurados son préstamos que no están garantizados contra los bienes del solicitante (no hay embargos involucrados). Estos pueden estar disponibles en instituciones financieras bajo diferentes premisas o paquetes de mercadeo:
- Deuda de tarjeta de crédito.
- Préstamos personales.
- Descubiertos bancarios.
- Facilidades de crédito o líneas de crédito.
- Bonos corporativos.